# 池川駅
池川駅（いけがわえき）は、静岡県浜松市上池川町（現・中央区布橋一丁目）にあった遠州鉄道奥山線の駅（廃駅）である。奥山線の廃線に伴い1964年（昭和39年）11月1日に廃駅となった。

## 歴史
- 1939年（昭和14年）4月1日：浜松鉄道中学校前駅（後の名残駅） - 聯隊前駅（後の上池川駅）間に犀ヶ崖駅（さいががけえき）として新設開業[1][注釈 1]。
- 1940年代前半：戦時体制に伴い休止駅となる[1][2]（或いは廃止[3]）。
- 1947年（昭和22年）5月1日：浜松鉄道が遠州鉄道と合併。それに伴い遠州鉄道奥山線の駅となる（休止（廃止）中）[3]。
- 1950年（昭和25年）4月26日：池川駅に改称の上、営業再開[1]。
- 1964年（昭和39年）11月1日：奥山線の廃線に伴い廃止となる[3][1][2]。

## 駅構造
廃止時点で、単式ホーム1面1線を有する地上駅であった。
列車交換設備を有さない無人駅となっていた。

## 駅周辺
- 国道257号[5]（姫街道）
- 静岡県道325号宇布見浜松線
- 浜松布橋郵便局
- 浜松市立追分小学校

## 駅跡
1977年（昭和52年）時点では、亀山隧道及び広沢駅跡附近から当駅跡附近を含む線路跡は歩行者専用道路として整備されていた。歩行者専用道路はこの先銭取駅跡附近まで、合計約3 kmに渡り続いている。2007年（平成19年）8月時点、2010年（平成22年）時点でも同様であった。

## 隣の駅
遠州鉄道
奥山線
名残駅 - 池川駅 - 上池川駅